# 东张孟镇
东张孟镇，原为东张孟乡，是中华人民共和国河北省邯郸市广平县下辖的一个乡镇级行政单位。2018年12月撤乡设镇。区划代码改为130432106。

## 行政区划
东张孟镇下辖以下地区：
北苏庄社区、东张孟社区、南寺头社区、牛庄社区、烟屯社区、王九郎寨村、留女固村、大屯村、南张孟村、西张孟村、刘屯村、司庄村、张屯村、张洞一村、张洞二村、张洞三村、张洞四村和张洞五村。